# Kakka
Kakka è una divinità minore nella mitologia sumera, babilonese e accadica. È il visir di An e di Anshar.

## Il mito
Kakka è conosciuto per i testi del poema di Nergal ed Ereshkigal.
Il poema inizia proprio con l'invio di Kakka, da parte di An, nel kurnugi, l'oltretomba dei Sumeri e degli Assiri, per invitare Ereshkigal, la dea degli inferi, ad un banchetto.
Il messaggero Kakka, dopo aver attraversato le sette porte del Kurnugi, si vede rispondere dalla dea che, non potendosi assentare dal governo e dal controllo dell'oltretomba, manderà a sua volta il suo visir Namtar a prenderle alcune focacce e portargliele nel Kurnugi.
Quando Namtar si presenta al banchetto, tutti gli dei si alzano per salutarlo, tranne Nergal. Il visir degli inferi riferisce l'affronto ad Ereshkigal, che pretende che Nergal venga inviato nel Kurnugi per essere punito, ma, inaspettatamente, grazie anche all'aiuto del dio Enki, la dea degli inferi e Nergal si riconciliano e addirittura si sposano.
Il poeta termina, proprio come era iniziato, con Kakka, che viene nuovamente chiamato da An, preoccupato della sorte di Nergal ma ignaro degli sviluppi che ci sono stati, per essere nuovamente inviato nel Kurnugi a chiedere notizie al riguardo.

## Confronto con altre discese agli inferi
Si noti che Kakka è l'unica divinità mesopotamica (se si escludono Kurgarra e Galatur che non sono propriamente divinità) ad andare e tornare dal Kurnugi senza problemi (anzi, addirittura con la benedizione di Neti, il temibile guardiano delle sette porte degli inferi), mentre divinità superiori come Inanna, o semidei come Enkidu, ne rimangono temporaneamente o definitivamente intrappolati.